# برت اندرسون (ورزشکار)
برت اندرسون (انگلیسی: Brett Anderson؛ زادهٔ ۱ فوریهٔ ۱۹۸۸) بازیکن بیس‌بال اهل ایالات متحده آمریکا است.
وی در مسابقات کشوری و بین‌المللی در مجموع برندهٔ ۱ مدال برنز شده‌است.